# Waspaloy
Waspaloy ist eine eingetragene Marke der United Technologies Corporation die auf die Aushärtung einer austenitischen (kubisch-flächenzentrierten) Nickelbasis-Superlegierung verweist.  Waspaloy-Legierungen werden typischerweise bei Hochtemperaturanwendungen verwendet, insbesondere bei Gasturbinen.

## Zusammensetzung
Nickel 58 %, Chrom 19 %, Cobalt 13 %, Molybdän 4 %, Titan 3 %, Aluminium 1,4 %
|         | Cr    | Ni    | Mo   | Co    | Al   | Ti   | B     | C    | Zr   | Fe   | Mn   | Si   | P     | S     | Cu   |
| ------- | ----- | ----- | ---- | ----- | ---- | ---- | ----- | ---- | ---- | ---- | ---- | ---- | ----- | ----- | ---- |
| Minimum | 18,00 | 51,48 | 3,50 | 12,00 | 1,20 | 2,75 | 0,003 | 0,02 | 0,02 | -    | -    | -    | -     | -     | -    |
| Maximum | 21,00 | 62,50 | 5,00 | 15,00 | 1,60 | 3,25 | 0,01  | 0,10 | 0,08 | 2,00 | 0,10 | 0,15 | 0,015 | 0,015 | 0,10 |

## Eigenschaften
Waspaloy ist eine aushärtbare Nickelbasis-Superlegierung mit sehr guten Festigkeitseigenschaften bei Temperaturen von etwa 980 °C. Weitere Merkmale umfassen eine gute Korrosionsbeständigkeit, sowie eine relative Unempfindlichkeit gegenüber Oxidation, wodurch Waspaloy gut für den Einsatz in extremen Umgebungen geeignet ist.
Die Legierung besitzt eine gute Festigkeit bei Temperaturen bis zu 760–870 °C und gute Oxidationsbeständigkeit in Gasturbinentriebwerken bis zu 870 °C. Die Zeitstandfestigkeit von Waspaloy ist besser als die von Inconel 718 bei Temperaturen über 620–650 °C. Die kurzzeitige Warmzugfestigkeit bei Temperaturen bis zu 730 °C übersteigt die von Inconel 718.

## Verwendung
Waspaloy wird oft in Umgebungen eingesetzt, bei denen extreme Bedingungen auftreten. Es ist üblich in Gasturbinen, Dichtungen, Ringen, Wellen und Turbinenscheiben. Das NIST-zertifizierte Referenzmaterial 1243, ein Standard für die Röntgenfluoreszenzanalyse, wird aus Waspaloy gemacht.